# アメリカ陸軍諸職種協同センター
アメリカ陸軍職種協同センター（英：U.S. Army Combined Arms Center, USACAC, CAC）は、フォート・レブンワースに位置し、指揮官育成のためのリーダーシップと監督、専門職にある軍人及び民間人への教育を行う組織である。
センターは、制度上の集合教育、機能訓練、訓練支援、戦闘指揮、ドクトリン、将官レベルの教訓に関する業務を行う。センターは、アメリカ陸軍訓練教義コマンドの主要な隷下本部であり、しばしば「陸軍の知的センター」と呼ばれる。また、本組織は、陸軍の大多数の佐官の「本拠地」であるとみなされている。
センターの役割は、統合部隊指揮官を支援するために、即応遠征地上部隊の変化と発展の触媒となることである。

## 隷下組織
フォート・レブンワース所在の組織
- 陸軍大学（2015年創設、TRADOC施設100以上を調和させつつ、70の部内学校業務計画を1つの大学システムに統合する[2]。）
  - アメリカ陸軍指揮幕僚大学（陸軍の大学院、センターのもっとも有名な機関）
  - 陸軍大学出版（戦闘研究所を含む。ミリタリーレビュー、NCOジャーナル、ジャーナル・オブ・ミリタリーラーニングを出版）
- 訓練諸職種協同センター
  - ミッション・コマンド訓練プログラム
  - ナショナル・シミュレーション・センター
- ミッション・コマンド中核的研究拠点
  - 戦闘指揮ナレッジシステム
  - 情報作戦提案事務所
  - 現代戦力総合局
  - TRADOCプログラム総合事務所－戦闘指揮
  - 陸軍教訓センター（CALL）
  - 諸職種協同ドクトリン総局
  - 陸軍リーダーシップセンター

フォート・ラッカー所在の組織
- アメリカ陸軍准尉キャリア大学

## 組織運営

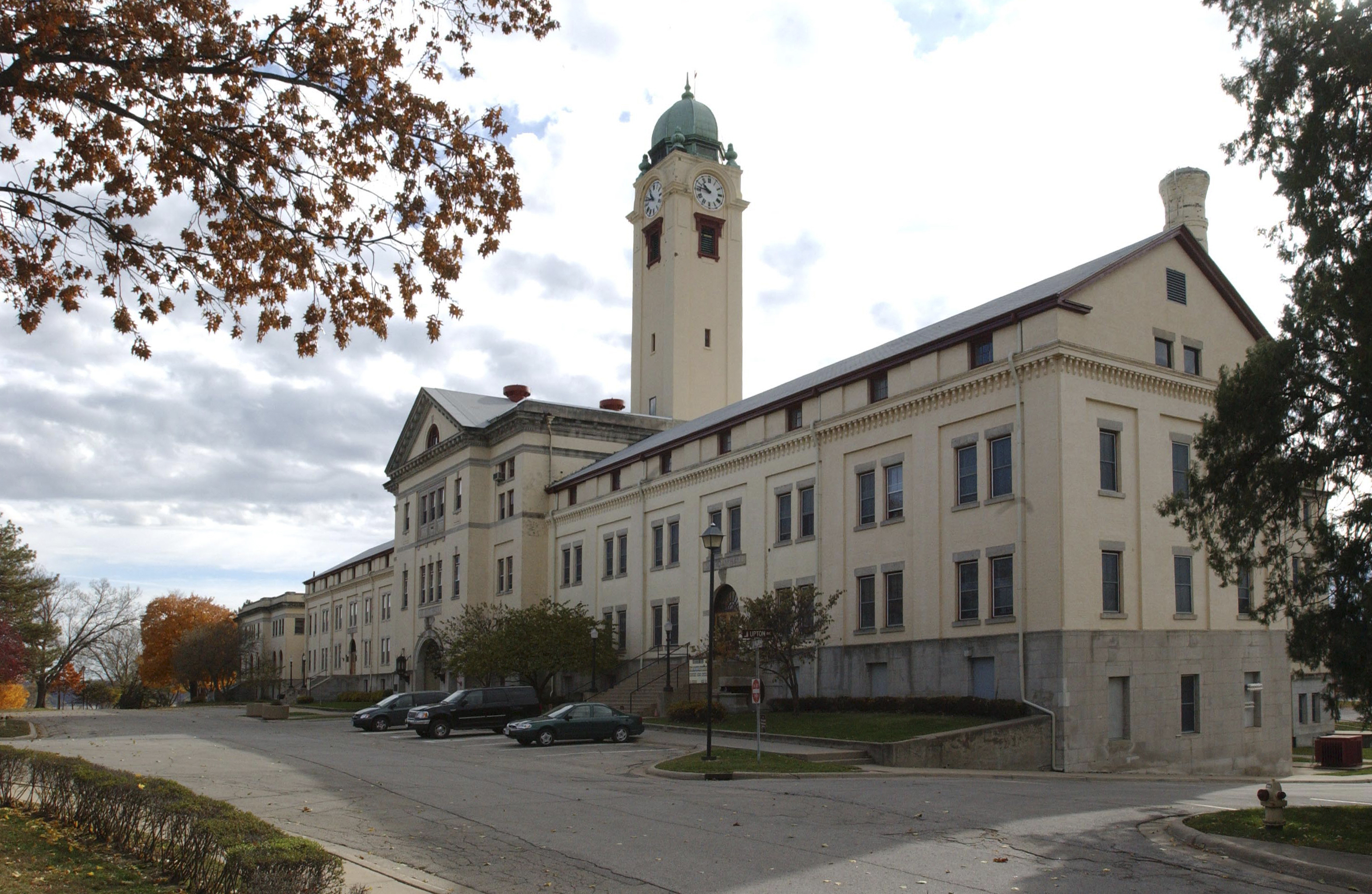
諸職種協同センター本部（グラントホール）

主要な隷下組織はセンターから割り当てられた機能の大部分を実行する。一般的に、各隷下組織はコア機能と一つ以上の特別機能に焦点を当てて業務を行う。
全国に展開する学校、研究所及び特別組織は、センターの任務の一部分を遂行する。一般的に、各組織は専門職種の訓練を担当（例えば歩兵など）し、その領域の専門家を育成する。この点で、センターは各職種スキルの統合者であり、他方、共通スキルの執行者でもある。

## 司令官
1976年以来、司令官の階級は中将（三ツ星）である。
2016年3月以降、司令官兼フォート・レブンワース駐屯地司令はMichael D. Lundy中将である。